# Fukangichthys longidorsalis
Fukangichthys longidorsalis è un pesce osseo estinto, appartenente agli scanilepiformi. Visse nel Triassico medio (circa 245 - 240 milioni di anni fa) e i suoi resti fossili sono stati ritrovati in Cina.

## Descrizione
Questo pesce, come tutti gli scanilepiformi, possedeva un corpo allungato e fusiforme, con una pinna dorsale molto lunga e un peduncolo caudale corto. Il cranio terminava in una parte anteriore smussata. Rispetto agli altri scanilepiformi, Fukangichthys era di piccole dimensioni e non doveva raggiungere i 20 centimetri di lunghezza. 
Fukangichthys si distingueva dagli altri scanilepiformi per varie caratteristiche: un basso numero di raggi nella pinna dorsale (51, contro i 65 o più degli altri membri del gruppo), un osso quadratojugale di forma trapezoidale e di grandi dimensioni, un angolo quasi retto tra i margini posteriore e dorsale della mascella, due ossa suborbitali (come in Beishanichthys, ma al contrario delle tre o quattro ossa degli altri scanilepiformi), fulcri marginali delle pinne pettorali (assenti negli altri scanilepiformi) e un diverso pattern delle scaglie presenti in tutto il corpo. 

## Classificazione
Fukangichthys è un tipico rappresentante degli scanilepiformi, un gruppo di pesci attinotterigi arcaici dal corpo allungato e dalla pinna dorsale allungata, un tempo compresi nei paleonisciformi. In particolare, sembra che Fukangichthys fosse una forma piuttosto basale, affine a Beishanichthys. Fukangichthys longidorsalis venne descritto per la prima volta nel 1978, sulla base di resti fossili ritrovati nei pressi di Fukang nello Xinjiang, in Cina, in terreni risalenti al Triassico medio. L'analisi dei crani di Fukangichthys indica che gli scanilepiformi potrebbero essere stati vicini all'origine dei politteridi attuali (Polypteridae): la comparazione tra il cranio di Fukangichthys e quello dell'attuale Erpetoichthys calabaricus ha evidenziato notevoli somiglianze (Giles et al., 2017). 